# Катарина Саксонска (1453 – 1534)
Вижте пояснителната страница за други личности с името Катарина Саксонска.
Катарина Саксонска или Тюрингска (на немски: Katharina von Sachsen; * 1453; † 17 януари 1534) от род Ветини, е принцеса от Саксония и чрез женитба херцогиня на Мюнстерберг.

## Живот
Тя е втората дъщеря на херцог Вилхелм III от Саксония (1425 – 1482) и съпругата му Анна Австрийска (1432 – 1462), дъщеря на немския крал Албрехт II и Елизабет Люксембургска, дъщеря на император Сигизмунд Люксембургски.
Катарина се омъжва на 26 февруари 1471 г. за Хайнрих Млади фон Мюнстерберг (1452 – 1492) от род Подебради, херцог на Мюнстерберг, син на бохемския крал Иржи Подебради. Те имат една дъщеря Анна (1471 – 1517), която е омъжена през 1493 г. за Хайнрих IV фон Нойхауз (1442 – 1507).
След смъртта на нейния съпруг през 1492 г., полубрат му Хайнрих Стари се грижи за нея и нейното семейството.